# Степфордские мужья
«Степфордские мужья» (англ. The Stepford Husbands) — американский фильм-драма 1996 года, третий сиквел картины 1975 года, снятой по мотивам одноимённого романа Айры Левина. Сценаристами фильма стали братья Кен и Джим Уит.

## Сюжет
Мик и Джоди переезжают из шумного Нью-Йорка в тихий городок Степфорд. Он кажется им райским местечком. Здесь нет шумных соседей, здесь нет преступности. Скоро выясняется, что в городке есть специальное заведение — Институт Поведения, в котором лечат все «ненормальные» проявления личности. Вот только пребывание в нём оказывается обязательным для всех мужчин, и за неповиновение ждёт расплата.

## В ролях
- Донна Миллз — Джоди Дэвисон
- Майкл Онткин — Мик Дэвисон
- Синди Уилльямс — Кэролин Нокс
- Сара Дуглас — Доктор Фрэнсис Борзаж
- Кэйтлин Кларк — Лиза
- Джо Инско — Дэннис
- Джеффри Пилларс — Гордон
- Луиза Флетчер — Мириам Бентон
- Кристофер Мэллон — Скотти
- Пол Синкофф — Врач скорой помощи
- Терри Локлин — Камерон Уоллес
- Ребекка Кун — Энн Уоллес
- Лу Крискуоло — Дэвид Уокер
- Хэнк Тросианеч — Продавец
- Джим Хиллгартнер — Клиент

## Интересные факты
- Слоган фильма: «How far would she go to to create the perfect mate?»
- Съёмки картины проводились в Калифорнии.[1]
- Премьера фильма состоялась 14 мая 1996 года.